# NGC 6528
NGC 6528是一个位于人马座的球狀星團，在1784年被天文学家威廉·赫歇爾用18英寸的望远镜发现。它的视星等约为11，在天球中的直径约为16弧分，其在夏普力-索耶集中度分類法中被分为V级，包含16级和更暗的恒星。 德雷尔把它描述为“pF，cS，R”，意为小而圆的星团。
NGC 6528位于另一个球状星团NGC6522的西南部。两者都位于巴德窗中，都在银河赤道附近一个相对清晰的区域。相比其他球状星团，NGC 6528异常富含金属，其成分与NGC 6553非常相似，表明两个星团在相似的环境中形成。

## 画廊

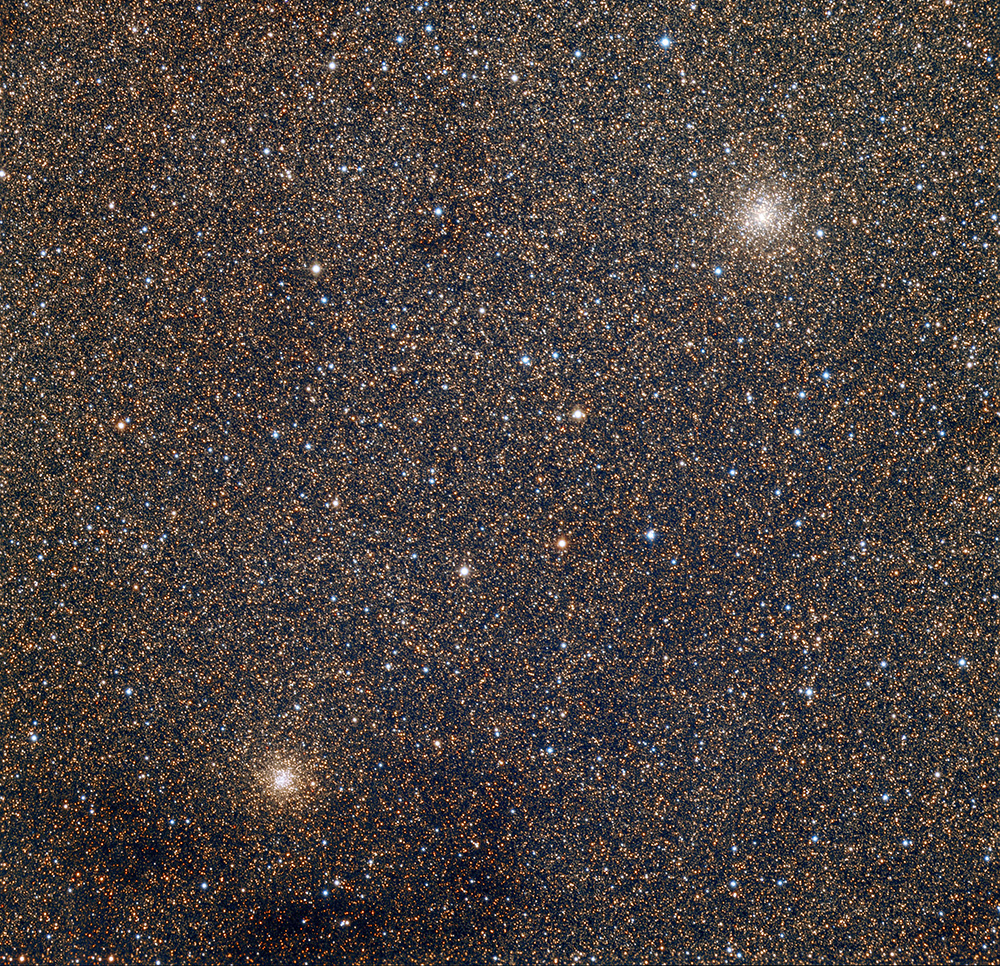
球状星团NGC6528（左下）靠近NGC6522（右上）
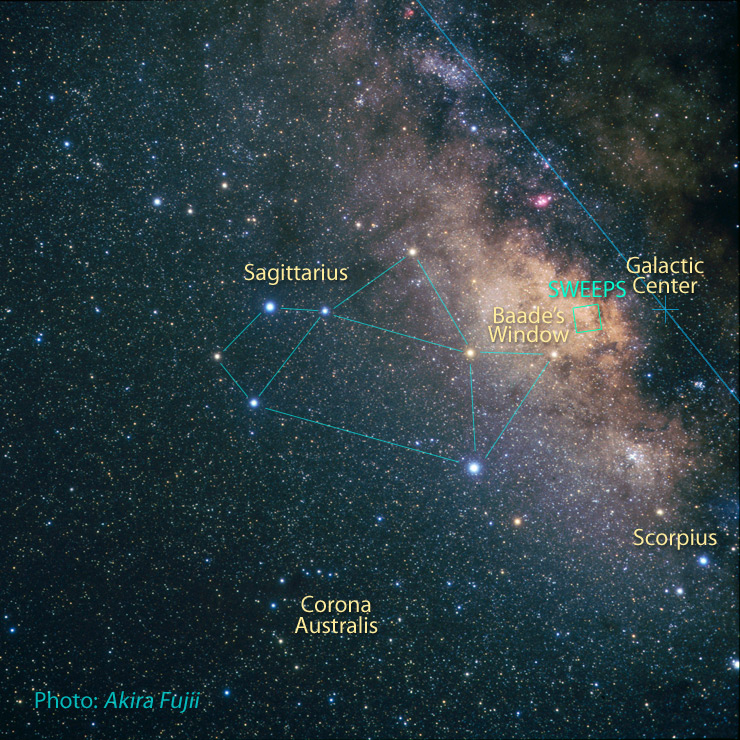
星团群集于巴德窗，没有被来自银河系的星际尘埃遮盖。